# Anders Linder

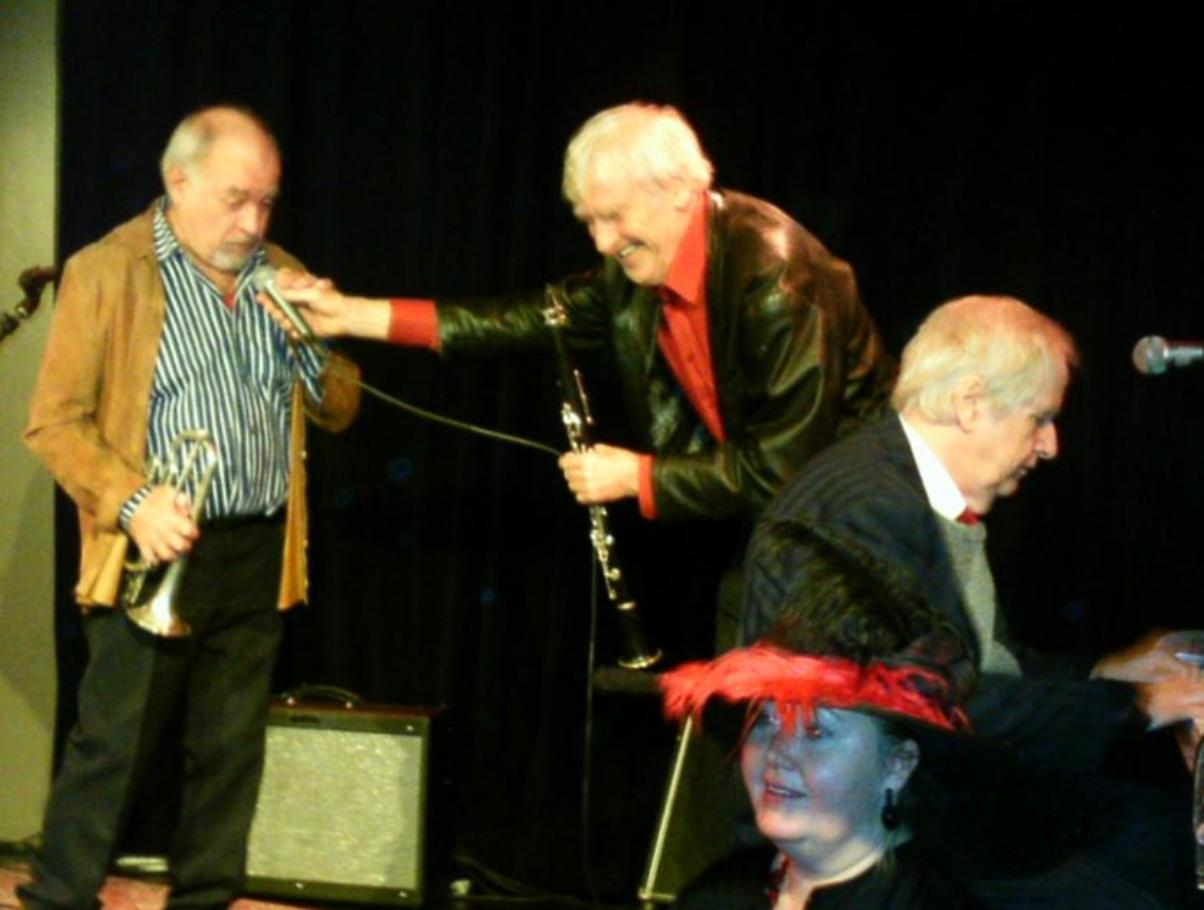
Linder (mitten) och kamrater jammar på Mosebacke Etablissement under mottagningen efter Kim Anderzons begravning 2014.

Anders Hjalmar Linder, född 27 augusti 1941 i Danderyds församling, är en svensk skådespelare, jazzmusiker och arkitekt. Han är mest känd för sin medverkan i olika barnprogram.

## Biografi
År 1970 spelade Linder rollfiguren Valle i barnprogrammet Ville, Valle och Viktor. Linder spelade huvudrollen i Galaxer i mina braxer, sa Kapten Zoom från 1976. Rollfiguren återkom i sommarlovsprogrammet Vintergatan 5a och Vintergatan 5b från 2000 och 2001, där Linder även spelade rollen som Peo Persson. Detta fortsatte han med 2003-2004 med samma program i nytt format, Tillbaka till Vintergatan sedan kom han även tillbaka i båda rollerna år 2010 i Vid Vintergatans slut. Han är även speaker i en Spinoff-serie till Vid Vintergatans slut, Pax jordiska äventyr. Han har också flera gånger medverkat i Jörgen Lantz barnprogram Björnes magasin som "Dansar med saxar", och turnerat med soloföreställningar. Han har också en betydande roll i TV-serien Prästkappan som är baserad på en roman med samma namn av Sven Delblanc.
Linder är också jazzmusiker. Han spelade klarinett i dixielandbandet Pygmé Jazz Band i mitten av 1950-talet. 1967 medverkade han i revyerna Påsen med Lill Lindfors på Hamburger Börs och Milda makter på Odéonteatern. Den sistnämnda var egentligen en musikal byggd på Charles M. Schulz tecknade serie Snobben. Linder har också medverkat i Stockholmsbaserade dixielandorkestern Jumping Jacks som har rötter i 1950-talet och blandar in blues och The Beatles i repertoaren. Bandet har anlitats av bland andra Lill Lindfors.
Anders Linder är utbildad arkitekt från Kungliga Tekniska högskolan. Han var yrkesverksam som arkitekt två år på halvtid innan karriären som artist tog över helt.

### Familj
Linder är son till författaren och litteraturvetaren Erik Hjalmar Linder (1906–1994) och tandläkaren Sig-Britt, född Gerdner (1906–1998), dotter till företagsledaren Gustaf Gerdner. Lars Linder är hans yngre bror. Linder var sedan 1960-talet sambo med skådespelaren och manusförfattaren Anna Roll (1942–2024). Han är far till multiinstrumentalisten Olle Linder och författaren och dramatikern Lisa Linder.

## Produktioner

### Filmografi i urval
- 1969 – Beppes världshus
- 1970 – Ville, Valle och Viktor upptäcker Sverige
- 1971 – Fido går till plugget
- 1972–1973 – Ville, Valle och Viktor och den mystiska mannen (TV-program)
- 1974 – IB-affären : När samhällskritik blev spionage
- 1974 – Huset Silfvercronas gåta (TV-serie)
- 1976 – Galaxer i mina braxer, sa Kapten Zoom
- 1977 – Ville, Valle och Viktor
- 1980 – Sverige åt svenskarna
- 1980 – Helvete också
- 1980 – Spela Allan
- 1980 – Slödder (TV-program)
- 1982 – Dubbelsvindlarna (TV-serie)
- 1982 – Alberts underliga resa (TV-serie)
- 1983 – Limpan
- 1983 – Privatdetektiven Kant (TV-serie)
- 1985 – August Strindberg: Ett liv (TV-serie)
- 1986 – Isalena och Energiskan
- 1986 – Prästkappan (TV-serie)
- 1987–2000 – Björnes magasin (TV-program)
- 1987 – Titties salong (TV-serie)
- 1988 – Missionärerna
- 1996 – The Return of Jesus, Part II
- 1996 – Helvete också / Julfilmen / Om natten
- 2000 – Vintergatan 5a
- 2001 – Vintergatan 5b
- 2003 – Tillbaka till Vintergatan
- 2010 – Vid Vintergatans slut (TV-serie)
- 2012 – Pax jordiska äventyr (TV-serie)
- 2024 – Jorden anropar
- 2025 – Stall-Erik och snapphanarna

### Teater

#### Roller (i urval)
| År   | Roll        | Produktion                                                    | Regi            | Teater       |
| ---- | ----------- | ------------------------------------------------------------- | --------------- | ------------ |
| 1967 | Snobben     | Milda makter Clark Gesner                                     | Jackie Söderman | Odéonteatern |
| 1985 | Medverkande | Kent Kent Andersson, Carl-Axel Dominique och Monica Dominique | Olle Ljungberg  | Göta Lejon   |
| 1994 | Medverkande | Den stora kicken, revy                                        | Ulf Eklund      | Vasateatern  |